# 中村祥之
中村 祥之（なかむら よしゆき、1966年5月22日 - ）は、日本のプロレスプロモーター。現在格闘技の興行会社であるファースト・オン・ステージの代表取締役社長。

## 経歴
専修大学時代、長州力と大塚直樹が率いるリキプロダクション（後のジャパンプロレス）にアルバイト社員として携わる。ジャパンプロ崩壊後は新日本プロレスにアルバイトとして移り、1989年新日本に正式入社。新日本時代は主に営業担当社員として活動した。
2001年6月、橋本真也らの大量離脱が起きると一緒に新日本を退社。橋本、大谷晋二郎、高岩竜一とプロレスリングZERO-ONEを旗揚げ。ZERO-ONE崩壊後に受け皿となったZERO1-MAX（現・ZERO1）の親会社としてFOSを設立し社長に就任した。2007年限りで社長の座を大谷に禅譲し退任した（ただし代表権は引き続き保持）。
ZERO-ONE時代からプロレスリング・ノアの仲田龍と懇意で、ノアとの合同企画が多かった。一時、ZERO1-MAXとノアが姉妹団体となっていた際のきっかけを作った人物でもある。ディファカップ、GPWA、ノアからノウハウを学んだ「ぜろぜろくじ」などがそれに当たる。
FOSとハッスルエンターテイメントが共催していたハッスルでは、中村カントクに扮していた。
2016年にミャンマーの国技とも言われる格闘技・ラウェイのプロモーターライセンスを取得。一方でZERO1の運営をFOSから新会社へと移行し、一時ラウェイの興行運営を中心に活動したが、新型コロナウイルス感染症の流行の影響などもありラウェイの興行は休止に追い込まれた。
2023年頃からは、日本ボクシングコミッション（JBC）の協力も得つつ、ミャンマーにおいてプロボクシングの団体を設立する活動に従事。2024年5月には「ミャンマーボクシングコミッション（MBC）」の設立にこぎつけ、自らMBCの事務局長に就任した。元々JBCの執行理事である安河内剛とは旧知の仲で、安河内が過去に複数の国でボクシングコミッションの設立に関わっていたため、ルール作成などで相当助けられたという。